# Медведев, Всеволод Иванович
Всеволод Иванович Медведев (1924—2008) — советский и российский учёный-физиолог, член-корреспондент РАН и РАМН, отец С. В. Медведева, лауреат премии имени А. А. Ухтомского (1997).

## Биография
Родился 11 декабря 1924 года в Витебске.
В 1947 году — окончил Военно-медицинскую академию и был оставлен адъюнктом при кафедре физиологии, до 1955 года работал на кафедре физиологии младшим преподавателем, лекционным ассистентом, затем на кафедре физиологии военного труда, в 1958—1962 годах — на кафедре специальной физиологии.
В 1958 году — защитил докторскую диссертацию.
С 1962 по 1966 годы — начальник Научно-исследовательской лаборатории физиологии военного труда при кафедре нормальной физиологии, с 1966 года — заместитель начальника Научно-исследовательской лаборатории обитаемости.
В 1966 году — присвоено учёное звание профессора.
В 1967 году — присвоено воинское звание полковника медицинской службы
С 1975 по 1987 годы — начальник кафедры нормальной физиологии Военно-медицинской академии.
В 1984 году — избран членом-корреспондентом АМН СССР, 
В 1987 году — избран членом-корреспондентом АН СССР.
С 1987 года — работал в Президиуме академии наук, сначала заместителем академика-секретаря Отделения физиологии РАН, затем — заместителем главного ученого секретаря РАН. До последнего дня являлся советником Президиума РАН и главным редактором журнала «Физиология человека».
Умер 13 февраля 2008 года. Похоронен в Москве на Троекуровском кладбище.

## Семья
Первая жена — Наталья Петровна Бехтерева (1924—2008) — советский и российский нейрофизиолог, внучка В. М. Бехтерева. 
- Сын — Святослав Всеволодович Медведев (1949—2025) — советский и российский физиолог, академик РАН (2016; член-корреспондент 1997), директор Института мозга человека РАН.

Вторая жена — Айгуль Абдулхаевна Алдашева, доктор психологических наук. 

## Научная деятельность
Направления научной деятельности: физиология анализаторов, нейропептидное управление процессами памяти, внимания, сна, боли. Разработал вероятностную теорию восприятия человека, теоретические и практические основы профессионального психофизиологического отбора военных специалистов, разработал общую теорию адаптации.
Исследовал функциональные состояния человека, обусловленных стрессовыми условиями.
Разработал теорию адаптации, которую отличает системный междисциплинарный характер. Её основу составляет описание механизмов взаимодействия физиологических систем организма и психики человека. Итогом этой работы стал выход в печати в 2003 году фундаментальной монографии «Адаптация человека».
Вел научную деятельность в области экологии, являлся руководителем раздела Государственной научно-технической программы «Глобальные изменения природной среды и климата», целью которого было проведение комплексных эколого-физиологических, медицинских, биологических и социально-психологических исследований влияния на отдельного человека и социум природно-климатических и техногенных факторов окружающей среды. Работы в этой области привели к выводу, что решающим условием предотвращения негативных экологических процессов глобального масштаба является изменение менталитета социумов. Результаты научной работы в этой области были изложены в монографии «Экологическое сознание», подготовленной в соавторстве с супругой, доктором психологических наук Айгуль Алдашевой.
Под его руководством защищены 40 кандидатских и 20 докторских диссертаций.
Автор более 300 научных трудов.

## Награды
- Орден Почёта
- Почетный доктор Военно-медицинской академии (1995)
- Премия имени А. А. Ухтомского РАН (1997) — за цикл работ по физиологии трудовой деятельности